# Blood On The Dance Floor
Blood on the Dance Floor: HIStory in the Mix és un àlbum de remescles del cantant i ballarí nord-americà Michael Jackson publicat per la companyia discogràfica Epic Records el 20 de maig de 1997, amb cançons que van ser remixades del seu anterior àlbum, HIStory: Past, Present and Future, Book I, i cinc nous temes, sent criticat per tenir lletres superficials. Va tenir dos senzills i múltiples discos de platí, en diversos països, en vendre més de 15.300.000 de còpies arreu del món fins al 2010, convertint-se així en l'àlbum de remescles més venut de la història.

## Producció
La producció de Blood on the Dance Floor: HIStory in the Mix va començar mentre Jackson es trobava en la gira HIStory World Tour. La preparació del disc va començar el 1995 i es va dur a terme en diferents països, com Suècia, Suïssa i Alemanya. Allà es va proposar remesclar algunes de les seves cançons més populars i gravar i compondre noves canciones.
Finalment, l'àlbum es va conformar per vuit cançons remesclades dels èxits del seu àlbum HIStory (1995) ("Scream Louder", "Money", "2 Bad", "Stranger in Moscow", "This Time Around", "Earth Song "," You Are Not Alone "i" HIStory ") i cinc noves peces (" Blood on the Dance Floor "," Morphine "," Superfly Sister "," Ghosts "i" Is It Scary ").

## Llista de cançons
1. «Blood on the Dance Floor»

2. «Morphine» 

3. «Superfly Sister» 

4. «Ghosts» 

5. «Is It Scary» 

6. «Scream Louder (Flyte Tyme Remix)» 

7. «Money (Fire Island Radio Edit)» 

8. «2 Bad (Refugee Camp Mix)» 

9. «Stranger in Moscow (Tee's In-House Club Mix)» 

10. «This Time Around (D.M. Radio Mix)» 

11. «Earth Song (Hani's Club Experience)» 

12. «You Are Not Alone (Classic Club Mix)» 

13. «HIStory (Tony Moran's HIStory Lesson)»